# Lucien De Gieter
Lucien De Gieter   (Etterbeek, 4 de setembre de 1932) és un autor de còmics belga de parla francesa. És més conegut com el creador de la sèrie Papyrus, que va ser adaptada a dibuixos animats el 1997-1998.

## Biografia
Lucien De Gieter va néixer el 4 de setembre de 1932 a Etterbeek, una comuna de Brussel·les. Va estudiar a l'Institut Saint-Luc de Brussel·les i va passar diversos anys treballant com a decorador d'interiors i dissenyador industrial -en aquesta professió l'artista va participar en l'Exposició Universal de 1958 a Brussel·les. De Gieter tenia vint anys quan es va dedicar al còmic.
De Gieter es va incorporar al diari Spirou el 1961 i va publicar les seves primeres tires còmiques en minirelats. Va escriure diversos contes per a artistes com Eddy Ryssack, Jem, Francis i Kiko, i va crear la seva pròpia historieta adreçada als joves amb el petit cowboy Pony, encara per a aquesta mateixa col·lecció i reeditat l'any 2005 per éditions du Topinambour. De Gieter va entrar a l'estudi Peyo, situat a l'avinguda de Boetendael a Uccle a mitjans de 1965. Va treballar en l'entintat a Els Barrufets fins al 1968 i després va crear nous gags Poussy a partir del 1969. A més del seu treball per a Peyo, De Gieter continua treballant. en els seus propis projectes. La seva sèrie Tôôôt i Puit, un jove pescador de perles i una sirena va ser publicada a Spirou a partir de 1966, així com la de Pony va aparèixer regularment a les pàgines del diari l'any 1968. Encara que es va mantenir fidel a Spirou durant la resta de la seva carrera, De Gieter va fer breus aparicions a la revista Tintín, per al qual va escriure dos contes, i a Le Journal de Mickey. També va ajudar a Berck en la producció de Mischa stories, una tira còmica per a Kauka Editions a Alemanya a principis dels anys setanta.
El 1974, va abandonar Tôôôt i Puit per començar la seva sèrie Papyrus que va continuar fins al 2015 després d'haver produït 33 àlbums.
Segons Patrick Gaumer, els gràfics de De Gieter són paradoxalment més de l'escola de Brussel·les que de la de Marcinelle.